# L'Éducation de Bout-de-Zan
L'Éducation de Bout-de-Zan è un cortometraggio muto del 1913 diretto da Louis Feuillade.

## Produzione
Il film fu prodotto dalla Société des Etablissements L. Gaumont.

## Distribuzione
Distribuito dalla Société des Etablissements L. Gaumont, uscì nelle sale cinematografiche francesi nel maggio 1913.